# 上馬利納市鎮
42°41′N 23°42′E / 42.683°N 23.700°E
上馬利納市鎮，是保加利亞西部索菲亞州的市鎮，行政中心为上馬利納，面積278平方公里，2011年人口6,209，人口密度每平方公里22.3人。